# Nseng
Nseng ou Nsen est un village de la Région du Littoral du Cameroun, situé dans la commune de Ndom. 

## Population et développement
En 1967, la population de Nseng était de 42 habitants, essentiellement des Babimbi du peuple Bassa. La population de Nseng était de 63 habitants dont 35 hommes et 28 femmes, lors du recensement de 2005.  